# Comuna de Nozdrzec
Nozdrzec (polaco: Gmina Nozdrzec) é uma gminy (comuna) na Polónia, na voivodia de Subcarpácia e no condado de Brzozowski. A sede do condado é a cidade de Nozdrzec.
De acordo com os censos de 2004, a comuna tem 8582 habitantes, com uma densidade 70,6 hab/km².

## Área
Estende-se por uma área de 121,62 km², incluindo:
- área agricola: 62%
- área florestal: 30%

## Demografia
Dados de 30 de Junho 2004:
|                      | Total   | Total | Mulheres | Mulheres | Homens  | Homens |
| -------------------- | ------- | ----- | -------- | -------- | ------- | ------ |
|                      | pessoas | %     | pessoas  | %        | pessoas | %      |
| População            | 8582    | 100   | 4342     | 50,6     | 4240    | 49,4   |
| Densidade (pop./km²) | 70,6    | 100   | 35,7     | 35,7     | 34,9    | 34,9   |

De acordo com dados de 2002, o rendimento médio per capita ascendia a 1363,6 zł.

## Subdivisões
- Hłudno, Huta Poręby, Izdebki, Izdebki-Rudawiec, Siedliska, Ujazdy-Ryta Górka, Wara, Wesoła, Wołodź.

## Comunas vizinhas
- Bircza, Błażowa, Brzozów, Domaradz, Dydnia, Dynów